# Fathia Youssouf
Fathia Youssouf Abdillahi (* 1. August 2006 in Brest) ist eine französische Schauspielerin. Internationale Bekanntheit erlangte sie durch ihr Spielfilmdebüt in Mignonnes (2020).

## Leben
Fathia Youssouf wurde als Tochter zweier Ingenieure in Frankreich geboren. Ihre Mutter hat dschibutische, ihr Vater guadeloupische Wurzeln. Sie wächst in einem Vorort von Paris auf, wo sie die Schule besucht.
Internationale Bekanntheit brachte Youssouf 2020 die weibliche Hauptrolle in Mignonnes ein. In dem Debütfilm von Maïmouna Doucouré ist sie als elfjähriges Mädchen senegalesischer Abstammung zu sehen, das in Paris in einem streng konservativen Umfeld aufwächst. Ihre Bekanntschaft mit einer Gruppe gleichaltriger Mädchen, die sich mit anzüglichen Tanzbewegungen auf einem Wettbewerb vorbereitet, lässt sie schließlich aufbegehren.
Der Part der Amy brachte Youssouf Lob seitens der Fachkritik ein. So wählten die amerikanischen Filmkritiker Wesley Morris und A. O. Scott (The New York Times) die zuvor im Film unerfahrene Laiendarstellerin unter die besten Schauspieler des Jahres 2020, neben solch bekannten Akteuren wie Viola Davis, Ethan Hawke oder Sophia Loren. Ein Jahr später wurde Youssouf mit dem César als Beste Nachwuchsdarstellerin ausgezeichnet.

## Filmografie
- 2020: Mignonnes

## Auszeichnungen
- 2021: César für Mignonnes (Beste Nachwuchsdarstellerin)